# Фальц, Даниил Густавович
Даниил Густавович Фальц (1890 — не ранее 1923) — участник Белого движения на Юге России, полковник.

## Биография
Православный. Сын надворного советника. Младший брат Сергей (1892—1916) — также офицер, георгиевский кавалер.
Среднее образование получил в Ялтинской Александровской гимназии, где окончил полный курс.
В 1912 году окончил Елисаветградское кавалерийское училище, откуда выпущен был корнетом в 9-й драгунский Казанский полк, в рядах которого и вступил в Первую мировую войну. За боевые отличия был награждён несколькими орденами, в том числе орденом Св. Анны 4-й степени с надписью «за храбрость». Произведен в поручики 5 февраля 1916 года, в штабс-ротмистры — 26 августа того же года.
В Гражданскую войну участвовал в Белом движении на Юге России. В сентябре 1919 года во ВСЮР — командир эскадрона своего полка в сводном полку 9-й кавалерийской дивизии. В Русской армии — подполковник 6-го кавалерийского полка до эвакуации Крыма. Награждён орденом Св. Николая Чудотворца
За то, что 20 июня 1920 года у кол. Фриденсдорф, во время боев, приведших к разгрому красной конницы Жлобы, он, командуя дивизионом драгун конной атакой во фланг конной массы противника, во много раз превосходившей его в силах, обратил ее в бегство и захватил 2 действующих орудия и 8 пулеметов.
На 18 декабря 1920 года — полковник 2-го кавалерийского полка в Галлиполи, на 3 апреля 1923 года — командир эскадрона в том же полку в Югославии. Дальнейшая судьба неизвестна.

## Награды
- Орден Святой Анны 4-й ст. с надписью «за храбрость» (ВП 2.04.1915)
- Орден Святого Станислава 3-й ст. с мечами и бантом (ВП 11.05.1916)
- Орден Святой Анны 3-й ст. с мечами и бантом (ВП 3.06.1916)
- Орден Святителя Николая Чудотворца (Приказ Главнокомандующего № 3705, 7/20 октября 1920)